# Clarence (nome)
Clarence  è un nome proprio di persona inglese maschile.

## Origine e diffusione
Nel suo uso moderno in inglese, il nome riprende il predicato nobiliare di "duca di Clarence", attribuito ad alcuni membri famiglia reale britannica; questo titolo, originatosi nel 1362, deriva dal latino Clarensis, cioè "proveniente da Clare", una città del Suffolk, che era di proprietà dell'omonima famiglia De Clare. Il titolo è stato adottato come nome proprio a partire dagli inizi del XIX secolo, principalmente in onore di Guglielmo IV, che fu appunto duca di Clarence prima di salire al trono nel 1830.
Va notato che Clarence, o Clarent, è anche la forma francese del nome Clarenzio.

## Onomastico
L'onomastico si può festeggiare il 25 aprile in memoria di san Clarenzio, vescovo di Vienne, chiamato in inglese e francese Clarence (sebbene il suo nome sia in realtà da ricondurre a Clarenzio).

## Persone

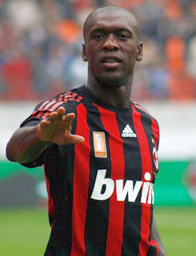
Clarence Seedorf

- Clarence Bicknell, esperantista, matematico e religioso britannico
- Clarence Brown, regista statunitense
- Clarence Clemons, sassofonista statunitense
- Clarence Gilyard, attore statunitense
- Clarence Johnson, ingegnere statunitense
- Clarence King, geologo e alpinista statunitense
- Clarence E. Mulford, scrittore statunitense
- Clarence Nash, attore, doppiatore e cantante statunitense
- Clarence Seedorf, calciatore olandese
- Clarence Thomas, giudice statunitense
- Clarence Zener, fisico statunitense

## Il nome nelle arti
- Clarence Boddicker è un personaggio del film del 1987 RoboCop, diretto da Paul Verhoeven.
- Eustachio Clarence Scrubb è un personaggio dei romanzi della serie Le cronache di Narnia, scritti da Clive Staples Lewis.
- Clarence Smith è un personaggio del film del 1922 Clarence, diretto da William C. deMille.
- Clarence Threepwood, più noto come Lord Emsworth, è un personaggio presente in diversi romanzi di P. G. Wodehouse.
- Clarence Worley è un personaggio del film del 1993 Una vita al massimo, diretto da Tony Scott.
- Clarence Oddbody è l'"angelo di seconda classe" coprotagonista del film di Frank Capra La vita è meravigliosa.